# IPFilter (P2P)
IPFilter是一种过滤阻擋不安全IP的功能，它被很多P2P檔案分享客户端和防火牆軟體所使用。

## 目的
这些P2P檔案分享客户端使用IPFilter的目的包括：防止来自某些IP的恶意攻击、虚假文件的传送和某些反P2P的版权组织收集P2P网络上传输有版权文件的信息数据等。

## 支持
IPFilter被很多防火牆軟體、eDonkey网络客户端与BitTorrent协议客户端所使用，支持IPFilter的软件包括：
- eDonkey网络客户端：aMule、eMule与其Mod（修改版）、eMule Plus、MLDonkey、Shareaza、Lphant、JMule等
- BitTorrent协议客户端：μTorrent、Vuze、BitTorrent、BitSpirit、BitComet、Halite、Transmission等

eMule等一些客户端也具有自动更新IPFilter的功能。
ipfilter.dat格式的IPFilter可以拥有过滤级别，但仅有eMule与其Mod和少数客户端支持设置区分过滤级别，其他多数支持IPFilter的软件都无法支持或完全无法使用带有过滤级别的ipfilter.dat。

## 格式
IPFilter通常的格式包括ipfilter.dat格式和guarding.p2p格式。其中常用的ipfilter.dat格式由「IP段」、「过滤级别」、「注解」三個項目依序構成，分別以半形逗號「,」為分界。IP僅可使用阿拉伯數字，以32位地址表示區段或單一主機，零不可被省略，以半形連接號「-」為分界。guarding.p2p格式由「注解」、「IP段」二個項目依序構成，分別以半形冒号「:」為分界。IP僅可使用阿拉伯數字，以32位地址表示區段或單一主機，前导零必须省略，以半形連接號「-」為分界。

### 範例

#### .dat格式
```
001.000.000.000 - 001.255.255.255 , 000 , Internet Assigned Numbers Authority.
140.113.000.000 - 140.113.255.255 , 255 , Republic of China, National Chiao Tung University.
208.080.152.002 - 208.080.152.002 , 255 , www.wikipedia.org
```

#### .p2p格式
```
Internet Assigned Numbers Authority.:1.0.0.0-1.255.255.255
Republic of China, National Chiao Tung University.:140.113.0.0-140.113.255.255
www.wikipedia.org:208.80.152.2-208.80.152.2
```